# Gary Tello
Gary Felipe Tello Mery (Ovalle, 11 aprile 1993) è un calciatore cileno, attaccante del San Luis de Quillota.

## Carriera
Ha giocato nella prima divisione cilena.